# Homalia sendtneriana
Homalia sendtneriana là một loài rêu trong họ Neckeraceae. Loài này được (Schimp.) Schimp. mô tả khoa học đầu tiên năm 1856.